# Bussunarits-Sarrasquette
Bussunarits-Sarrasquette (in basco Duzunaritze-Sarasketa) è un comune francese di 173 abitanti situato nel dipartimento dei Pirenei Atlantici nella regione della Nuova Aquitania.

## Società

### Evoluzione demografica
Abitanti censiti